# أوليفيا أمواكو
أوليفيا أمواكو (ولدت في 30 سبتمبر 1985)، وهي لاعبة كرة قدم غانية لعبت كمدافعة لمنتخب غانا الوطني لكرة القدم للسيدات. كانت جزءًا من الفريق في كأس العالم للسيدات 2007 FIFA. على مستوى النادي، لعبت مع فريق غاتيل للسيدات في غانا.

## روابط خارجية
- أوليفيا أمواكو على موقع الاتحاد الدولي (مؤرشف)  (الإنجليزية)
- أوليفيا أمواكو على موقع قاعدة بيانات كرة القدم.إي يو (الإنجليزية)